# Metacmaeops
Metacmaeops is een kevergeslacht uit de familie van de boktorren (Cerambycidae). De wetenschappelijke naam van het geslacht werd voor het eerst geldig gepubliceerd in 1972 door Linsley & Chemsak.

## Soorten
Metacmaeops is monotypisch en omvat slechts de volgende soort:
- Metacmaeops vittata (Swederus, 1787)